# Яковлєв Юрій Васильович (удмуртський актор)
Я́ковлєв Ю́рій Васи́льович (*27 травня 1938, село Ягвай, Дебьоський район, Удмуртська Автономна Радянська Соціалістична Республіка, РРФСР, СРСР) — радянський удмуртський актор, співак-баритон. Заслужений артист Удмуртської АРСР (1971). Народний  артист Удмуртської АРСР (1989).

## З життєпису
В 1961 році закінчив Ленінградський театральний інститут імені О. М. Островського та увійшов до складу музичної трупи Удмуртського музично-драматичного театру. Актор яскраво вираженого комедійного таланту. Користується гострими зовнішніми прийомами сценічної виразності, яка наближається до гротеску, буфонади.
Основні ролі та партії:
- Дід Ничипор («Весілля в Малинівці» Бориса Александрова)
- Максим («Сюан» або «Весілля» Миколи Греховодова)
- Василь Тьоркин, Рудий Тьоркин, Дід («Василь Тьоркин» Анатолія Новікова)
- Елпідифор («Холопка» Миколи Стрельникова)
- Дід Захар («Баб'ячий бунт» Євгена Птичкіна)
- Акмар («Змова» Геннадія Корепанова-Камского)